# Sein
Sein (altgriechisch εἶναι eĩnai, lateinisch esse – beides Infinitive), Dasein, Gegebensein bezeichnet den Grundbegriff der Philosophie und Metaphysik. Das Verb sein, zu dem Sein den substantivierten Infinitiv bildet, kann nicht eindeutig definiert werden und erfordert einen zugrunde gelegten Seinsbegriff. In der Tradition gibt es dabei zwei grundsätzlich verschiedene Ansätze:
1. Das univoke (eindeutige) Seinsverständnis: Sein ist das Merkmal, was allen Seienden nach Abzug der jeweils individuellen Eigenschaften immer noch gemeinsam ist (Entität).
2. Das analoge Seinsverständnis: Sein ist das, was „allem“ zukommt, der Gegenbegriff zum Sein ist das Nichts, da nichts außerhalb des Seins stehen kann.[2]

Dagegen beschreibt der Begriff des Seienden (altgriechisch τὸ ὄν to ón, mittellateinisch ens – Partizip) einzelne Gegenstände oder Tatsachen. Seiendes kann auch die Gesamtheit des Existierenden, also „die ganze Welt“, bezeichnen, solange dies räumlich und zeitlich bestimmbar ist. Sein ist hingegen das unveränderliche, zeitlose, umfassende Wesen (griechisch ousia, lateinisch essentia) sowohl einzelner Gegenstände als auch der Welt als Ganzes.
Die Begriffe „Seiendes“ und „Sein“ stehen in einem Spannungsverhältnis, da jedem Seienden in irgendeiner Weise ein Sein zukommt. Seiendes ist im Werden vergänglich und gewordenes Mögliches. Die Untersuchung des Wesens von allem Seienden ist Hauptgegenstand der Ontologie. Ein weiteres Thema ist die Abgrenzung des Seienden zum Nichtseienden. So betont jede Form des Realismus, dass es sich vor allem beim sinnlich Gegebenen um Seiendes handelt, dagegen bei bloß Gedachtem eher um Nichtseiendes. Seiendes setzt eine existierende Welt von Gegenständen, Eigenschaften oder Beziehungen voraus. Im Gegensatz dazu sehen die verschiedenen Formen des Idealismus das eigentlich Seiende in der Innenwelt des rein gedanklich Vorgestellten, während gerade die Realität einer Außenwelt bestritten und für bloßen Schein gehalten wird.
Der Begriff des Seins hat den weitesten möglichen Bedeutungsumfang (Extension) überhaupt, weil er sich auf alles, was denkbar ist, beziehen kann. Alles, was denkbar ist, bedeutet dabei alles, was nicht „nicht ist“. Für Sein und Nichts gilt der Satz vom ausgeschlossenen Dritten. Erst durch den Begriff des Seins wird die Vorstellung von Negation und Differenz möglich. Differenz ist der Übergang vom Sein zum Seienden. Das Sein und das Seiende stehen in einem dialektischen Verhältnis zueinander. Aus dem Sein (These) und dem Nichts (Antithese) ergibt sich durch die Unterscheidbarkeit das Seiende (Synthese). Der Unterschied von Sein und Existenz besteht darin, dass man mit Existenz ein Sein in der Realität mit einer örtlichen und zeitlichen Bestimmung meint. Demgegenüber kann man auch gedachten Gegenständen ohne bewiesene Existenz Eigenschaften zuschreiben. Beispiel: "Atlantis ist ein untergegangenes Weltreich".
Der Begriff des Seins wird in der allgemeinen Metaphysik diskutiert. Sie fragt nach den allgemeinsten Kategorien des Seins und heißt deshalb auch Fundamentalphilosophie. Sofern sie das Sein als Seiendes untersucht, spricht man von Ontologie (Seinslehre).

## Der Begriff des Seins
Ein erster Zugang zum Thema ist der sprachliche Gebrauch des Ausdrucks sein. Im umgangssprachlichen Deutsch und in den indogermanischen Sprachen überhaupt wird „sein“ als sprachliche Verknüpfung, als Kopula, zur Verbindung von Subjekt und Prädikat in Sätzen grammatisch oder in Aussagen der Logik verwendet. Ob diese grammatische Funktion als bloße Kopula einer semantischen Bedeutungslosigkeit des Wortes „Sein“ entspricht, wird spätestens seit Aristoteles kontrovers diskutiert.

„Auch das Sein oder Nichtsein ist kein bedeutungshaltiges Zeichen der Sache [von der es gesagt wird], auch dann nicht, wenn man das ‚seiend‘ an sich selbst nackt sagen würde, denn es selbst ist gar nichts, sondern bezeichnet eine gewisse Verbindung [zu etwas] hinzu, welche ohne das Verbundene nicht zu denken ist“

Dabei kommt es, so eine Beobachtung von Aristoteles, die auch heute noch viele Philosophen für zutreffend halten, je nach Aussagekonstellation zu verschiedenen Bedeutungen des Wortes „ist“. „Da aber das Seiende, schlechthin ausgesprochen, in vielfachen Bedeutungen gebraucht wird.“ (Aristoteles)
Man kann die verschiedenen Bedeutungen des Wortes „ist“ im Deutschen schematisch wie folgt unterscheiden
1. Existenz. Beispiel: Sokrates ist.
2. Relation
  1. Identität
    1. mathematische Gleichheit. Beispiel: Zweimal zwei ist vier.
    2. Kennzeichnung. Beispiel: Aristoteles ist der Lehrer von Alexander.
    3. Definition. Beispiel: Ontologie ist die Lehre vom Seienden.

  2. Prädikation von Eigenschaften. Beispiel: Sokrates ist sterblich.
  3. Klassifizierung. Beispiel: Ein Elefant ist ein Säugetier.

Die Verwendung des „ist“ zur Kennzeichnung von Existenz kann sich auf die Existenz von Gegenständen, aber auch von Sachverhalten (es ist der Fall, dass …) beziehen. Die anderen Verwendungen von „ist“, also Identität, Prädikation oder Klassifizierung kennzeichnen Relationen oder Eigenschaften, wobei sie jeweils die Existenz des Subjektes implizit unterstellen (sog. Existenzpräsupposition).

## Kategoriale Bestimmung des Seienden
Eine erste systematische Analyse des Seienden ist die Schrift Kategorien von Aristoteles. In dieser Schrift untersuchte er grundlegende Aussageweisen über das Seiende. Er stellte eine Liste von zehn Begriffen zusammen, die vollständig unabhängig voneinander und aus seiner Sicht nicht mehr auf andere Begriffe zurückführbar sind.
| Bezeichnung  | griechisch     | Frage                                        | Beispiel                      |
| ------------ | -------------- | -------------------------------------------- | ----------------------------- |
| Substanz     | ousia, ti esti | Was ist etwas?                               | Mensch, Pferd                 |
| Quantität    | poson          | Wie viel/groß ist etwas?                     | zwei Ellen lang               |
| Qualitatives | poion          | Wie ist etwas beschaffen?                    | weiß, des Lesens kundig       |
| Relation     | pros ti        | In welcher Beziehung steht etwas (zu etwas)? | doppelt, halb, größer         |
| Ort          | pou            | Wo ist etwas?                                | im Lyzeum, auf dem Marktplatz |
| Zeit         | pote           | Wann ist etwas?                              | gestern, voriges Jahr         |
| Lage         | keisthai       | In welcher Position ist etwas?               | es ist aufgestellt, sitzt     |
| Haben        | echein         | Was hat etwas?                               | hat Schuhe an, ist bewaffnet  |
| Tun          | poiein         | Was tut etwas?                               | schneidet, brennt             |
| Erleiden     | paschein       | Was erleidet etwas?                          | wird geschnitten, gebrannt    |

Die Kategorienliste enthält zwei Klassen von Begriffen, nämlich die Substanz und die übrigen neun Kategorien, die Akzidenzien. Die Substanz ist das dem Seienden Zugrundeliegende (hypokeimenon). Die Substanz ist jeweils das Subjekt einer Aussage (Prädikation). Akzidenzien existieren hingegen nicht selbstständig, sondern nur in einer Substanz. Sie können nur in Verbindung mit einer Substanz ausgesagt werden.
In einem weiteren Schritt unterschied Aristoteles erste Substanzen (prote ousia) von zweiten Substanzen (deutera ousia). Die erste Substanz kann nicht von einem anderen Zugrundeliegenden ausgesagt werden. Sie ist individuell und der Zahl nach eins, also unteilbar. Die zweite Substanzen sind die Arten und Gattungen, die von den ersten Substanzen ausgesagt werden. Von Sokrates sagt man, er sei ein Mensch und ein Lebewesen. Die zweiten Substanzen sind keine Akzidenzien, weil sie der ersten Substanz immer zukommen. Sie beschreiben das Wesen der ersten Substanz. Akzidenzien beziehen sich hingegen immer auf einen bestimmten Zustand einer Substanz.

## Philosophiegeschichte

### Antike
In der griechischen Naturphilosophie bestand die Suche nach dem Urgrund des Seienden in Erklärungen anhand eines Urstoffes (Feuer, Wasser, Luft, Apeiron). Erst bei Parmenides wurde das Sein zu einem abstrakten, jenseits der Naturphilosophie zu bestimmenden Begriff.

„Der eine (zeigt), dass das (Seiende) ist und dass es unmöglich ist, dass es nicht ist. Das ist der Pfad der Überzeugung; folgt er doch der Wahrheit. Der andere aber (behauptet), dass es nicht ist und dass es dieses Nichtsein notwendig geben müsse. Dieser Weg ist – das sage ich dir – völlig unerforschlich. Denn das Nichtseiende kannst du weder erkennen (denn das ist unmöglich) noch aussprechen.“

Indem das Seiende nicht mehr das empirisch Fassbare, sondern das Wahre ist, lehnte Parmenides das Nichtseiende als unmöglich ab. Für ihn galt, „dass Seiendes ungeworden und unvergänglich ist, ganz und einheitlich, und unerschütterlich und vollendet.“ Parmenides unterschied in seinem Lehrgedicht, in dem er auch das Werden und Vergehen der Natur betrachtete, damit erstmals zwischen dem vergänglichen Seienden und dem unvergänglichen metaphysischen Sein, auch wenn er den Begriff des Seins noch nicht explizit verwendete. Was es wirklich gibt, entsteht nicht und vergeht nicht. Gegen Parmenides vertrat Heraklit das Werden als das der Welt zugrunde liegende Prinzip. (panta rhei)
Platon problematisierte im Dialog Sophistes, dass im Nichtseienden Möglichkeit steckt, so dass man auch über Nichtseiendes reden kann. Das Nichtseiende ist nicht Nichts, sondern Verschiedenheit. Wenn man zum Beispiel sagt, dass Ruhe nicht Bewegung ist, dann heißt das nicht, dass Ruhe nichts ist. „Sie ist aber doch wegen ihres Anteils am Seienden“. Ruhe und Bewegung sind nur nicht identisch. Für Platon war das Seiende als Werden und Vergehen etwas, das am Sein (an den unveränderlichen Ideen) teilhat. Die Existenz von roten Dingen besteht in der Teilhabe an der Röte. Sein ist nach Platon neben Ruhe, Bewegung, Identität und Verschiedenheit eine der fünf Kategorien, an denen alle anderen Ideen teilhaben.

„Und da das Sein und das Verschiedene durch alles und auch durch einander hindurch gehen: so wird nun das Verschiedene als an dem Seienden Anteil habend freilich sein vermöge dieses Anteils, nicht aber jenes, woran es Anteil hat, sondern verschieden; als verschieden aber von dem Seienden seiend ist es aber offensichtlich ganz notwendig nichtseiendes Sein. Wiederum nun das Seiende, als am Verschiedenen Anteil habend, ist ja verschieden von allen anderen Gattungen, und von ihnen insgesamt verschieden ist es ja eine jede von ihnen nicht, noch auch alle anderen insgesamt, sondern nur es selbst.“

Auch wenn er das Sein als Abstraktes auffasste, so konzentrierte sich Platon noch auf die Betrachtung des empirisch Fassbaren:

„Ich sage also, was nur irgendeine Wirkkraft (dynamis) besitzt, es sei denn ‚von Natur irgendetwas anderes zu tun‘ (poiein) oder wenn auch nur das geringste vom unbedeutendsten zu erleiden – und wäre es auch nur ein einziges mal –, alles in exakter Weise sei (ontus einai); denn ich setze als Definition (Grenze), um das Seiende in seinem Sein abzugrenzen, nichts anderes als Wirkkraft.“

Dem den Gesetzen von Ursache und Wirkung unterliegenden Sein stehen als unveränderliche Größen die Ideen gegenüber, deren höchstes Prinzip die Einheit (to hen) ist; siehe Ideenlehre.
Erst Aristoteles kam zu einer klaren begrifflichen Unterscheidung von Seiendem und Sein. „Von alters her und jetzt und immer ist gefragt und immer schwierig zu fassen, was das Seiende sei.“ (Met. VII 1, 1028 b 2-4) In der Auseinandersetzung mit Platons Ideen entwickelte er in einem frühen Konzept die Strukturierung des Seienden nach Kategorien (siehe oben). Später machte er in der Metaphysik das „Seiende als Seiendes“ (to ho en on) zum grundlegenden Thema der „ersten Philosophie“. „Es gibt eine Wissenschaft, die das Seiende als Seiendes betrachtet und das, was diesem an sich zukommt.“ (Met. IV 1, 1003a 21)
Über die kategoriale Strukturierung hinaus betrachtete er das Seiende nun als Existenz (to estin), als Wirklichkeit (entelechia) und Möglichkeit (dynamis) und als Wahres und Falsches. Das Sein ist kein Gattungsbegriff, weil es nicht eindeutig (univok), sondern mehrdeutig (äquivok) von den Dingen ausgesagt wird. Der Begriff des Seins fügt der Substanz (ousia) nichts hinzu; es ist das, was in den Einzeldingen immer schon, unveränderlich und wesensmäßig enthalten ist. Das Sein als Allgemeines kann nicht ohne Bezug auf ein Einzelnes ausgesagt werden (siehe Universalienproblem). Alles was über Seiendes ausgesagt wird, hat in sich das Sein als solches, das die Einheit stiftet (pros hen), das oberste und erste Seiende (protos on). „Indem nun in so vielen Bedeutungen das Seiende bezeichnet wird, so ist offenbar von ihnen erstes Seiendes das Was, welches das Wesen (Substanz) bezeichnet.“ (Met. 1028 a 13 – 15). Das absolut Seiende ist bei Aristoteles der „unbewegte Beweger“, die er als die reine, nur sich selbst denkende Vernunft auffasste, zu der alles Seiende strebt und durch die damit das Werden und Vergehen verursacht wird.

### Neuplatonismus
Im Neuplatonismus bei Plotin ist der Urgrund, das oberste Prinzip, das Eine (to hen), aus dem sich die Ideen und das empirisch Seiende hierarchisch herleiten. Das Sein wird mit dem Geist (nous) gleichgesetzt. Der Geist ist zugleich das Seiende. Sein und Denken fallen in einem zusammen. Das Sein ist das Denken, das Seiende das Gedachte.

„Das Erste nämlich muss ein Einfaches vor allen Dingen Liegendes sein, verschieden von allem was nach ihm ist, für sich selbst seiend, nicht vermischt mit etwas, was von ihm stammt, und dabei doch in anderer Weise fähig, den Dingen beizuwohnen, wahrhaft eines seiend und nicht zunächst etwas anderes und dann erst Eines. […] Denn wenn es nicht einfach wäre, entrückt aller Zufälligkeit und aller Zusammengesetztheit, und wahrhaft eigentlich Eines, dann wäre es nicht mehr der Urgrund; erst dadurch, dass es einfach ist, ist es von allen Dingen das Unabhängigste und so das Erste.“

Aus diesem Urgrund fließt alles Seiende durch Emanation. Der Geist selbst ist der erste Schritt der Emanation. Vernunft kann nicht oberste Instanz sein, denn sie beinhaltet stets den Bezug auf etwas, eine Differenz. Diese unspezifizierte Differenz ist das Sein. Die Entfaltung des Seins ist die Welt der Ideen (kosmos noetos), die Weltvernunft. Der Nous erzeugt durch Emanation die Gattungen und Arten des Seienden. Die Ideen sind das Ganze des jeweils Seienden, durch die die Vielheit der Materie zur Einheit gebracht wird. Die Ideen geben dem Seienden die Form und sind damit ontologisch primär. Die Emanation ist ein hierarchischer Prozess der Entwicklung vom obersten Allgemeinen bis hin zur einzelnen Art und zum Individuum. Hierdurch ist zugleich die Ordnung der Welt bestimmt.

„Wenn die Ideen nun viele sind, so muss es notwendig ein Gemeinsames in ihnen geben und auch ein Eigenes, wodurch sich die eine von der anderen unterscheidet. Dies Eigene also, dieser absondernde Unterschied ist die individuelle Gestalt der Idee. Ist aber eine Gestalt da, so gibt es etwas, das gestaltet wird, an dem der spezifische Unterschied ist; es gibt dort also auch Materie, welche die Form aufnimmt und für jede das Substrat ist. Ferner wenn es in der oberen Welt einen intelligiblen Kosmos gibt und der irdische sein Abbild ist, dieser aber zusammengesetzt ist unter anderem aus Materie, so muss es auch dort Materie geben.“

Ähnlich wie Plotin unterschied dessen Schüler Porphyrios Sein, Leben und Denken. Hieran anknüpfend verband Augustinus in seiner Trinitätslehre das christliche Denken mit dem Neuplatonismus. Dem ungeschaffenen göttlichen Sein steht das geschaffene weltliche Seiende gegenüber. Das Sein ist der sinnlichen menschlichen Erkenntnis nicht mehr zugänglich. Erkenntnis des Seins wird zu einer glaubenden inneren Erkenntnis (intima cognitio). Auch Boethius vertrat die Abhängigkeit des Seienden vom göttlichen Sein. „Verschieden ist das Sein und das, was ist; das Sein selbst nämlich ist noch nicht, sondern erst das, was ist, indem es die Form des Seins empfangen hat, ist und besteht.“ (Boethius) Jedes Seiende (ens) hat teil am Sein (esse), aber das Sein selbst hat an nichts teil. Die Ideen sind Ideen im Geist Gottes, dessen Wille das erste Prinzip ist.

### Mittelalter
In der mittelalterlichen Diskussion erfolgte die Auseinandersetzung um das Verhältnis des Seins und Gottes zueinander vor allen Dingen über die Frage der Gottesbeweise. Während Scotus Eriugena Gott noch über das Sein und das Nichtsein (bzw. Nicht-Sein) stellte und Aussagen über Gott als unmöglich ablehnte, enthält der Gottesbeweis von Anselm von Canterbury positive Aussagen über Gott, indem er ihn als das höchste Gut(e), höchste Große, das höchste Wesen (summum essentia), das höchste Sein (summum esse), aber auch als das höchste Seiende (summum ens) bezeichnete. Gott ist das, worüber hinaus nicht Größeres gedacht werden kann (quo maius cogitari non potest). Erst durch das Zusprechen einer Eigenschaft wird ein Gottesbeweis möglich und damit zugleich die Einnahme einer realistischen Position im Universalienstreit.
Thomas von Aquin hat den radikalen Realismus Anselms durch die Lehre von der Analogia Entis abgemildert. In seiner Schrift De ente et essentia (Über das Seiende und das Wesen) zeigte er zunächst, dass für das Sein ohne Zirkel oder infiniten Regress keine Verursachung aufgezeigt werden kann. Das Sein selbst ist Voraussetzung für die Unterscheidung (Realdistinktion) von Seiendem.
Gegen das Konzept der Analogie setze Johannes Duns Scotus die Lehre von der Univozität des Seienden. Das Seiende (ens) ist der einfachste Begriff überhaupt (simplex simpliciter). Dieser Begriff ist in allen anderen Begriffen enthalten (in omni conceptu est ens). Ob man über die Natur oder die Philosophie oder die Theologie redet, immer ist schon der Begriff des Seienden mit enthalten. Die Unterscheidung in Kategorien kann sich nur auf das natürliche und endliche Seiende beziehen. Gott ist dagegen das unendliche Seiende, über das weiteres nichts ausgesagt werden kann. Das endlich Seiende ist Gegenstand der Vernunft, das unendlich Seiende ist Sache des Glaubens.
Die Trennung von Vernunft und Glauben fand bei Wilhelm von Ockham eine weitere Fortsetzung. Er erkannte zwar an, dass Seiendes und Eines als Begriffe von allen Einzeldingen dem Wesen nach (washeitlich) ausgesagt werden, doch als Nominalist verwarf er das Konzept der Univozität. „Obschon es in diesem Sinne einem allem Seienden gemeinsamen Begriff gibt, ist dennoch der Name ‚Seiend‘ äquivok, weil er nichts von allen Dingen, von denen er ausgesagt werden kann, bei signifikantem Gebrauch gemäß einem Begriff ausgesagt wird.“ Außerhalb des Verstandes gibt es nur Einzeldinge.

### Hume
Für David Hume war die Existenz einer Außenwelt rational nicht begründbar. Der Glaube an die Außenwelt ist ein natürliches, psychologisch bedingtes menschliches Bedürfnis.

„Die Vorstellung der Existenz muss also genau dasselbe sein wie die Vorstellung dessen, was wir als existierend konzipieren. Sich in der Reflexion auf irgendetwas einfach zu beziehen und sich dabei auf Existierendes zu beziehen, sind nicht zwei verschiedene Dinge. Die Vorstellung der Existenz fügt, wenn sie mit der Vorstellung eines beliebigen Gegenstandes verbunden ist, nichts zu ihr hinzu. Was immer wir vorstellen, stellen wir als existierend vor. Jede Vorstellung, die es uns beliebt zu vollziehen, ist eine Vorstellung von etwas Seiendem. Wer dies bestreitet, muss notwendig auf den bestimmten Eindruck hinweisen können, aus dem die Vorstellung des Seins sich herleiten könnte, und zeigen, dass dieser Eindruck von jeder Perzeption, die wir als existierend betrachten, untrennbar ist.“

### Kant
„Sein ist offenbar kein reales Prädikat, das ist ein Begriff von irgend etwas, was zu dem Begriffe eines Dinges hinzu kommen könnte. Es ist bloß die Position eines Dinges oder gewisser Bestimmungen an sich selbst. Im logischen Gebrauch ist es lediglich die kopula eines Urteils. Der Satz Gott ist allmächtig enthält zwei Begriffe, die ihre Objekte haben: Gott und Allmacht; das Wörtchen: ist, ist nicht noch ein Prädikat, sondern nur das, was das Prädikat beziehungsweise auf das Subjekt setzt. Nehme ich nun das Subjekt (Gott) mit all seinen Prädikaten (worunter auch die Allmacht gehöret) zusammen und sage: Gott ist, oder es ist ein Gott, so setze ich kein neues Prädikat zum Begriffe von Gott, sondern nur das Subjekt an sich selbst mit allen seinen Prädikaten, und zwar den Gegenstand in Beziehung auf seinen Begriff. Beide müssen genau einerlei enthalten, und es kann daher zu dem Begriffe, der bloß die Möglichkeit ausdrückt, darum, dass ich dessen Gegenstand als schlechthin gegeben (durch den Ausdruck: er ist) denke, nichts weiter hinzukommen. Und so enthält das Wirkliche nichts mehr als das bloß Mögliche.“

Der Begriff der Existenz eines Gegenstandes ist leer. Er bringt zu einem Gegenstand nichts Zusätzliches hinzu. Ob ein Begriff einen Inhalt hat, kann man nur aufgrund von Erfahrung beurteilen. Und diese beruht nach Kant auf Erscheinungen. Ontologie ist daher für Kant eine spekulative, das heißt metaphysische Disziplin.

### Fichte
In Fichtes Konzept des subjektiven Idealismus ist das Sein Ausdruck des Ich: Dasjenige, dessen Sein (Wesen) bloß darin besteht, dass es sich selbst als Seiendes setzt, ist das Ich, als absolutes Subjekt. So wie es sich setzt, ist es; und so wie es ist, setzt es sich; und das Ich ist demnach für das Ich schlechthin, und notwendig. Was für sich selbst nicht ist, ist kein Ich.

### Hegel
Das Problem des Anfangs stellt sich aller Philosophie. In ihm sind für Hegel bereits alle Momente enthalten. Seine Lehre vom Sein bildet den Anfang seiner Logik. Dazu nimmt er das Seinsverständnis der Eleaten, und andererseits das des Heraklit, wieder auf. Diese bestimmten es als den Anfang (Prinzip) oder Grund der veränderlichen Erscheinung der Natur. Das reine Sein ist als das Andere des reinen Nichts (Heraklit/Platon) unmittelbar im Anfang enthalten. Hegel redet hier von einer reinen Abstraktion, das heißt absolut unbestimmtem Sein. Es ist die Einheit von Endlichkeit und Unendlichkeit; Ruhe und Bewegung sowie Grund alles Gegebenen. Das absolute Sein ist für ihn gleichbedeutend mit Gott.

„Das reine Sein macht den Anfang, weil es sowohl reiner Gedanke als das unbestimmte, einfache Unmittelbare ist, der erste Anfang aber nichts Vermitteltes und weiter Bestimmtes sein kann.“

Hier bedeuten reines Denken, reiner Gedanke und reines Sein, dass sie bloße Form und absolut ohne Inhalt sind. Als reine Abstraktion ist es das Gleiche wie das Nichts. Allein für sich ist die eine so wahr oder falsch wie die andere. Hegel sagt, dass erst die Einheit beider ihre Wahrheit ist. Das Werden besteht aus ihnen. Darum sind sie in ihm identisch, obwohl sie Verschiedene bleiben. Diese Wahrheit Heraklits ist fundamental für Hegels ganze Logik. Hegel spricht von einer absoluten Abstraktion ohne weitere Bestimmung. Alle Begriffe der Philosophie sind für ihn „Beispiele dieser Einheit“.

„Es ist ein großer Gedanke, vom Sein zum Werden überzugehen; es ist (bei Heraklit, Anm.) noch abstrakt, aber zugleich ist es auch das erste Konkrete, die Einheit entgegengesetzter Bestimmungen. Diese ist so in diesem Verhältnis unruhig, das Prinzip der Lebendigkeit ist darin. Es ist darin der Mangel ersetzt, den Aristoteles an den früheren Philosophien aufgezeigt hat, - der Mangel an Bewegung; diese Bewegung ist nun hier selbst Prinzip. Es ist so diese Philosophie keine Vergangene; ihr Prinzip ist wesentlich […]. Es ist eine große Einsicht, dass man erkannt hat, dass Sein und Nichtsein nur Abstraktionen ohne Wahrheit sind, das erste Wahre nur das Werden ist. Der Verstand isoliert beide als wahr und geltend; hingegen die Vernunft erkennt das eine in dem anderen, dass in dem einen sein Anderes enthalten ist, - und so ist das All, das Absolute zu bestimmen als das Werden.“

Er nimmt die alte Frage der Metaphysik nach Gott wieder auf. „Das Sein selbst sowie […] die logischen Bestimmungen überhaupt können als Definitionen des Absoluten, als die metaphysischen Definitionen Gottes angesehen werden“ (Hegel) Reines Sein ist nur die Form des Absoluten. Ferner unterscheidet er vom unbestimmten Sein das bestimmte, das er Dasein nennt. „Dasein ist bestimmtes Sein; seine Bestimmtheit ist seiende Bestimmtheit, Qualität.“ (Hegel) Dieses ist endlich, weil das Werden schon das Moment dessen Endlichkeit, das Nichts, in sich enthält. Vermittelt ist das Sein durch das Wesen. In ihm ist das Sein nicht nur unmittelbar, sondern zugleich vermittelt. Erst in der konkreten Existenz tritt der Unterschied zwischen dem Wesen und seiner Erscheinung auf. Alles Existierende hat eine Erscheinung. Es ist nichts anderes als das unbewegte Wesen, das dieser veränderlichen Erscheinung zugrunde liegt. Im Begriff sind Sein und Wesen aufgehoben. Sie sind in ihm als Wissen vereint. Er ist die Einheit von Subjektivität und Objektivität. Insofern ist das höchste, was der Mensch von Gott und allem anderen wissen kann, sein Begriff. Dieser macht dann auch die Wirklichkeit für das Subjekt aus.

### Feuerbach
Die Auffassung Hegels vom unterschiedslosen Sein wurde von Feuerbach scharf kritisiert. Er verwarf den Begriff des unterschiedslosen Seins, der Materielles und Ideelles vereint, und fasste den Begriff materialistisch als Materie, Natur, objektive Realität.: „Das Sein der Hegelschen Logik ist das Sein der alten Metaphysik, welches von allen Dingen ohne Unterschied ausgesagt wird, weil nach ihr alle darin übereinkommen, dass sie sind. Dieses unterschiedslose Sein ist aber ein abstrakter Gedanke, ein Gedanke ohne Realität. Das Sein ist so verschieden als die Dinge, welche sind.“ (Grundsätze der Philosophie der Zukunft § 27). „Das wahre Verhältnis von Denken und Sein ist nur dieses: Das Sein ist Subjekt, das Denken Prädikat. Das Denken ist aus dem Sein, aber das Sein nicht aus dem Denken, Sein ist aus sich und durch sich - Sein wird nur durch Sein gegeben - Sein hat seinen Grund in sich , weil nur Sein Sinn, Vernunft, Notwendigkeit, Wahrheit, kurz alles in allem ist“ (vorläufige Thesen zur Reform der Philosophie). Hiermit gibt Feuerbach eine materialistische Interpretation des Seinsbegriffes und die materialistische Beantwortung der Grundfrage der Philosophie zugleich.

### Marx und Engels
gebrauchen den Begriff des Seins wie Feuerbach. Sie verstehen darunter das materielle Sein, die Materie, die objektive Realität, nicht jedoch ein unbestimmtes, Materielles und Ideelles umfassendes Sein. Da der Begriff des Seins unterschiedlich interpretiert wird, wird der Begriff des Seins im dialektischen Materialismus kaum verwendet, sondern der Begriff der Materie.

### Heidegger
Martin Heideggers ontologischer Ausgangspunkt ist die ontologische Differenz von „Sein“ und „Seiendem“, mit der er sozusagen das hermeneutische Paradigma auf die Ontologie überträgt: So wie ein Einzelnes nur durch seinen Bezug zum Ganzen verstanden werden kann, bildet das Sein den Verständnishorizont für alles einzeln in der Welt sich Begegnende. Das Sein geht daher allem Seienden voraus. So wie im Gegebenen der Geber und das Geben nicht sichtbar sind, ist das Sein stets vor- und mitgängig im Umgang mit der Welt. Da das Sein aber selbst nichts Seiendes ist, lässt sich nicht sagen das „Sein ist“. Heidegger sagt daher, um den Ausdruck „Sein ist“ zu vermeiden, „es gibt Sein“ oder „das Sein west“. Das Sein ist der stets unthematische Horizont, auf dem sich die Einzeldinge in ihrer sinnhaften Bedeutung zeigen. Sein und Verstehen fallen damit bei Heidegger zusammen. Heideggers philosophisches Anliegen bestand darin, diesen unthematischen Horizont eigens zum Thema zu machen und ins Ausdrückliche zu heben, was sonst bloß unausdrücklich mitgedacht und mitgemeint wird.
Da sich die Alltagssprache stets nur auf Seiendes bezieht und nicht auf unthematische „Verständnishorizonte“, sah sich Heidegger in der Pflicht, ein vollkommen neues Vokabular zu entwickeln, um damit über das Sein zu reden, ohne dass dabei die tradierten Begriffe für Seiendes fälschlicherweise auf das Sein übertragen würden und es so verdinglicht hätten. Dies hat bei Heidegger zu einem Ringen mit der überlieferten Sprache geführt und ihm seinen eigenwilligen Stil eingetragen.
Um den „Sinn von Sein“ zu verstehen, versucht Heidegger in Sein und Zeit diesen dadurch zu klären, dass er denjenigen befragt, der immer schon Sein irgendwie versteht: den Menschen. Es geht Heidegger dabei um ein verstehen von Sein und nicht um ein erkennen, wie etwa bei Kant, wenn dieser nach dem Erkenntnisvermögen des Subjekts fragt. Hinter das Verstehen kann das Denken nicht zurückgehen, denn Sinn ist etwas stets schon vorangehendes, es kann nicht nachträglich durch Zusammenstückung zweier zunächst beziehungsloser, d. h. sinnloser Dinge hergestellt werden. Den „Sinn von Sein“ zu verstehen, kann daher nur durch das Eintreten in einen hermeneutischen Zirkel gelingen, um in kreisenden Bewegungen, die sich vom Einzelnen zum Ganzen bewegen und zurück, den Sinn von Sein freizulegen. Dieses Einzelne ist der Mensch, das ihm gegebene Ganze ist seine Existenz und die Welt in ihrer Weltlichkeit, womit Heidegger die basalen Sinnstrukturen der Welt meint, wie etwa die Nützlichkeit von Werkzeugen. Heidegger versucht in „Sein und Zeit“ die Existenzialien, also die den Menschen grundlegend bestimmenden Strukturen, freizulegen. Auf Grundlage dessen soll dann wiederum die Frage beantwortet werden, wie sich durch sie die Welt verstehen lässt.
„Sein und Zeit“ blieb jedoch Fragment und die Frage nach dem Sinn von Sein weitgehend ungeklärt. Heidegger hat nach einem von ihm als Kehre bezeichneten Umdenken in seinem Spätwerk versucht den seinsgeschichtlichen Bezug des Menschen zum Sein zu denken. Im philosophiegeschichtlichen Rückblick zeigt sich für Heidegger, dass das Sein selbst nichts Statisches ist, sondern Veränderungen unterliegt: Im Mittelalter wird beispielsweise alles Seiende als von Gott geschaffen gedacht, während in der Neuzeit, nach dem „Tod Gottes“, der gesamte Planet nur noch als Ressource für menschliche Bedürfnisse erscheint, also unter Nützlichkeitserwägungen. „Wahrheit“ ist damit keine überzeitliche und immer herrschende, sondern Wahrheit ist selbst geschichtlich. Sie lässt sich nicht mehr wie noch bei Kant auf ein Subjekt zurückführen, das durch die Anwendung von feststehenden Kategorien das Seiende bestimmt, sondern sie ereignet sich im Verlauf der Geschichte vom Sein selbst her. Dabei kann der Mensch nicht darüber verfügen, wie und wann sich ihm eine Welt im Ganzen erschließt. Zumal ist dies selbst ein Prozess, so Heidegger, der bis heute noch nie ins Bewusstsein der Menschen gerückt ist. Dies hängt damit zusammen, dass das Sein sich stets so entbirgt, dass Seiendes im Sein ankommt und erscheint, zugleich jedoch wird der Prozess der Entbergung selbst nicht zum Problem des Menschen. Das Sein verbirgt sich also selbst in seinem Entbergen. Dies führt für Heidegger zur Seinsvergessenheit, welche die abendländische Philosophiegeschichte wesentlich bestimmt und welche bis heute dafür sorgt, dass noch nie wirklich zur Frage erhoben wurde, warum mit Beginn der Neuzeit die technische Weltbeherrschung als letzter Sinn der Menschheit erscheint.

### Klassiker
- Platon: Sophistes (um 365 v. Chr.)
- Aristoteles: Metaphysik (4. Jh. v. Chr.)
- Plotin: Enneaden (253 – 269)
- Thomas von Aquin: De ente et essentia (ca. 1255)
- René Descartes: Meditationen über die Erste Philosophie (1641)
- Martin Heidegger: Sein und Zeit (1927)
- Jean-Paul Sartre: Das Sein und das Nichts (1943)
- Emmanuel Levinas: Vom Sein zum Seienden (1947)
- Emmanuel Levinas: Jenseits des Seins oder anders als Sein geschieht. Freiburg/Br.: Alber 1992.
- Heinrich Rombach: Substanz System Struktur (1965)

### Klassiker-Exegesen
- Karl Albert: Meister Eckharts These vom Sein, Kastellaun 1979, ISBN 3-450-00009-8
- P. Aubenque: Art. Onto-logique, in: Encyclopédie philosophique universelle
- L. Azar: Esse in the philosophy of Whitehead, in: New Scholasticism 37 (1963), 462–471.
- Enrico Berti: Multiplicity And Unity Of Being In Aristotle, in: Proceedings of the Aristotelian Society 101/2 (2001), 185–207.
- Joseph Bobik: (Thomas) Aquinas: On being and essence (De ente et essentia), A translation and interpretation, Notre Dame : University Press 1970
- S. Brown: Avicenna and the unity of the concept of being, in: Franciscan Studies 25 (1965), 117–150.
- S. Dumont: The univocity of the concept of being in the 14th century, in: Mediaeval Studies 49 (1987), 1–75.
- L. J. Elders: The metaphysics of being of St. Thomas Aquinas in a historical perspective, Leiden 1993
- Kurt Flasch: Sein und Können-selbst bei Nikolaus von Kues, in: Parusia Studien zur Philosophie Platons und zur Problemgeschichte des Platonismus, Frankfurt/M.1965, 407-421.
- J. de Vries: Das 'esse commune bei Thomas von Aquin, in: Scholastik 39 (1964), 163–177.
- Etienne Gilson: Being and Some Philosophers, Toronto:Pontifical Institute of Mediaeval Studies 1949
- Etienne Gilson: L’être et l’essence, 2. A., Paris 1962.
- Ludger Honnefelder: Ens inquantum ens, Der Begriff des Seienden als solchen als Gegenstand der Metaphysik nach der Lehre des Johannes Duns Scotus, Münster : Aschendorff, 1971, 2. A. 1989.
- K. Kremer: Die neuplatonische Seinsphilosophie und ihre Wirkung auf Thomas von Aquin, 2. A. Leiden 1971.
- W. Kluxen: Thomas von Aquin: Das Seiende und seine Prinzipien, in: J. Speck (Hrsg.): Grundprobleme der großen Philosophen, Altertum und Mittelalter, 1972, 177–220.
- S. Knuuttila / Jakko Hintikka (Hrsg.): The logic of being, Dordrecht 1982
- Alasdair MacIntyre, Art. Being, in: Donald Borchert (Hrsg.): Encyclopedia of Philosophy, 2. A., Macmillan 2005, Bd. 1, 527-532, ISBN 978-0-02-865780-6
- Gottfried Martin: Immanuel Kant: Ontologie und Wissenschaftstheorie, Köln 1951.
- S. P. Marrone: Henry of Ghent and Duns Scotus on the knowledge of being, in: Speculum 63 (1988) 22–57.
- Parviz Morewedge (Hrsg.): Philosophies of Existence ancient and medieval, New York: Fordham University Press 1982, ISBN 0-8232-1059-6 Aufsätze u. a. zu Platon, Aristoteles, Antike Philosophie, Buddhismus, Duns Scotus, 13. Jh., Spätmittelalter, Kalam, Suhrawardi, Avicenna und Islamische Philosophie
- L. Oeing-Hanhoff: Sein und Sprache in der Philosophie des Mittelalters, in: Jan P. Beckmann (Hrsg.): Sprache und Erkenntnis im Mittelalter, Berlin : De Gruyter 1981 (Miscellanea mediaevalia 13), 165–178.
- Joseph Owens: The Doctrine of Being in the Aristotelian Metaphysics, Toronto: Pontifical Institute of Mediaeval Studies 1951.
- Yvanka B. Raynova. Sein, Sinn und Werte. Phänomenologische und hermeneutische Perspektiven des europäischen Denkens. Frankfurt am Main: Peter Lang, 2017, ISBN 978-3-631-70591-9
- Yvanka B. Raynova, Vesselin Petrov (Hrsg.): Being and Knowledge in Postmetaphysical Context. Wien: Institut für Axiologische Forschungen, 2008, ISBN 978-3-902295-06-4
- L. M. de Rijk: Die Wirkung der neuplatonischen Semantik auf das mittelalterliche Denken über das Sein, in: Jan P. Beckmann (Hrsg.): Sprache und Erkenntnis im Mittelalter, Berlin : De Gruyter 1981 (Miscellanea mediaevalia 13), 19–35.
- L. M. de Rijk: Peter Abaelards semantics and his doctrine of being, in: Vivarium 35 (1986), 85–127
- Barry Smith: Ontologische Aspekte der Husserlschen Phänomenologie, in: Husserl Studies 3 (1986), 115–130.
- E. Sonderegger: Denn das Sein oder Nichtsein ist kein Merkmal der Sache. In: Zeitschrift für philosophische Forschung 43 (1989), 489-508.
- W. Strolz: Sein und Nichts in der abendländischen Mystik. Freiburg/Br. 1984
- Hans Peter Sturm: Weder Sein noch Nichtsein. Würzburg 1999.
- Michael Theunissen: Sein und Schein. Die kritische Funktion der Hegelschen Logik, Frankfurt/M. : Suhrkamp 1978.
- Ernst Tugendhat: Das Sein und das Nichts, in: Durchblicke Martin Heidegger zum 80. Geburtstag. Frankfurt/M. 1980
- Bernhard Welte: Ens per se subsistens, in: Philosophisches Jahrbuch 71 (1964), 243–252.
- Albert Zimmermann: Ontologie oder Metaphysik? Die Diskussion über den Gegenstand der Metaphysik im 13. und 14. Jahrhundert ; Texte und Untersuchungen, Leiden: Brill 1965

### Neuere systematische Diskussion
- P. Butchvarov: Being qua Being. A Theory of Identity, Existence, and Predication, Bloomington: Indiana University Press 1979
- Peter T. Geach: Form and Existence, in: Proceedings of the Aristotelian Society 55 (1954), 251–272.
- Peter T. Geach, A. J. Ayer, Willard Van Orman Quine: Symposium: On What There Is. In: Aristotelian Society Supplement 25 (1951), 125–160.
- Peter T. Geach: What Actually Exists. Proceedings of the Aristotelian Society, Supplement 42(1968), 7–16
- John Leslie Mackie: The Riddle of Existence. In: Proceedings of the Aristotelian Society, Supplement 50 (1976), 247–266
- Alasdair MacIntyre, Art. Being, in: Encyclopedia of Philosophy, 2. A., Bd. 1, 527–532
- Barry Miller: The Fullness of Being, Notre Dame: University of Notre Dame Press 2002
- George E. Moore: Is Existence a Predicate? In: Aristotelian Society Supplement 15 (1936), 175–188.
- William V. O. Quine: On What There Is. in: Review of Metaphysics 2 (1948), 21–38.
- Wolfgang Stegmüller: Das Universalienproblem einst und jetzt. 1965.
- P. Weiss: Being, Essence and Existence. In: Review of Metaphysics 1 (1947), 69–92.
- C. J. F. Williams: Being, Identity, and Truth. Oxford: OUP 1992.